# Patrick De Klerck
Patrick De Klerck, né le 1er juin 1965 à Blankenberge est un homme politique belge flamand, membre de l'OpenVLD.
Il est licencié en géographie économique et en urbanisme et aménagement du territoire. Il est diplômé en droit et assainissement environnemental.

## Fonctions politiques
- 1994-2007 : Conseiller provincial de Flandre-Occidentale
- 1999-2007 : Conseiller du ministre Dirk Van Mechelen
- 2007-2011, 2017- : Échevin à Blankenberge
- 2007-2009 : Député au Parlement flamand
- 2011-2017 : Bourgmestre de Blankenberge